# Die Bekehrung des Paulus
Die Bekehrung des Paulus ist ein 1567 entstandenes Ölgemälde des flämischen Malers Pieter Bruegel des Älteren. Das 108 × 156 cm große Werk zeigt eine Szene aus der Apostelgeschichte und befindet sich heute im Kunsthistorischen Museum Wien im Saal 10.

## Das Gemälde

### Inhalt
Der Schauplatz ist eine bizarre Gebirgslandschaft mit Blick auf ein fernes Flachland mit Meeresküste. Ein großer Heerzug von gerüsteten Soldaten und vornehmen Reitern steigt empor, aber der Weg wird immer ungangbarer und ist weiter hinten bereits durch tiefliegende Wolken verhangen. Genau im Zentrum des Bildes, aber nicht besonders hervorgehoben, ist ein gestürzter Reiter zu sehen, der nach links oben blickt, wo ein Lichtstrahl durch die Wolken bricht, den außer ihm nur noch eine Gestalt wahrzunehmen scheint, die seinem scheuenden Pferd die Zügel hält.

### Signatur

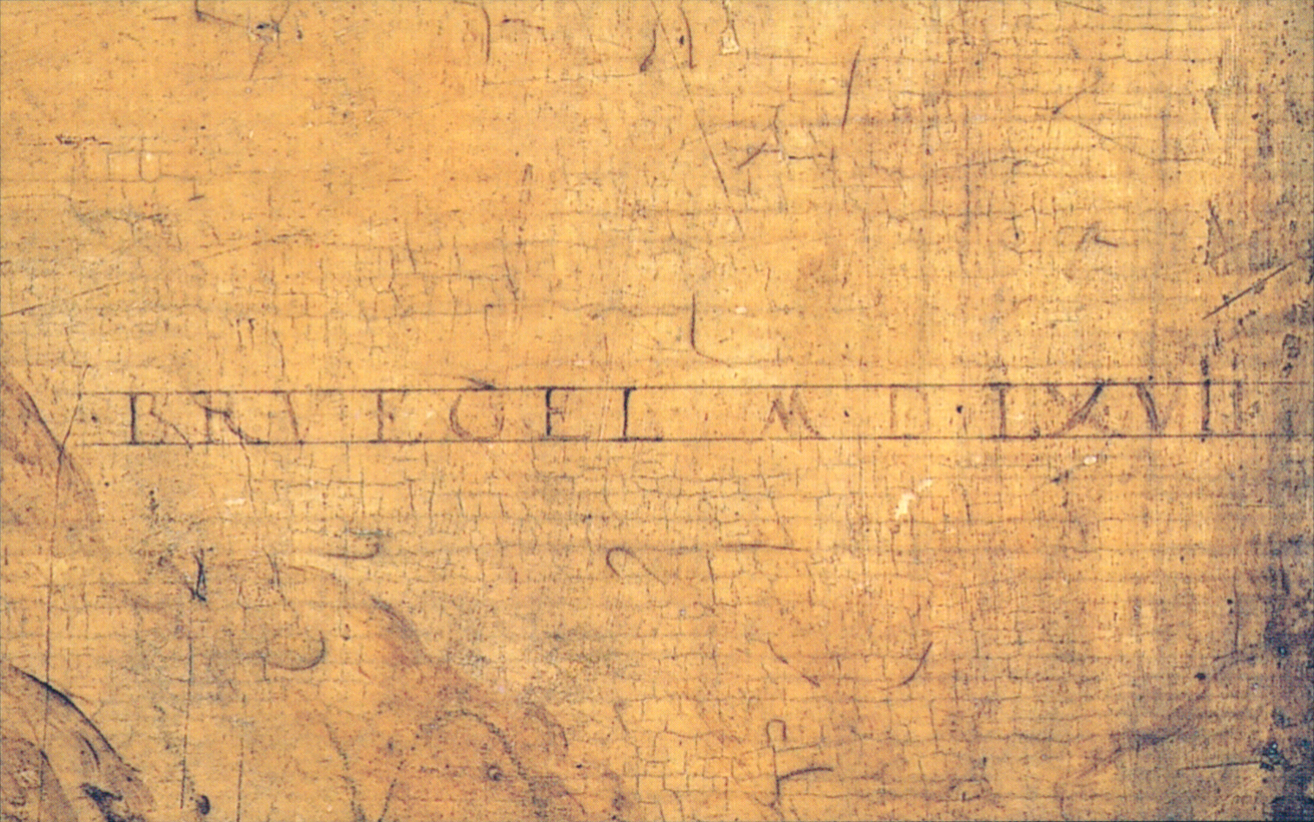
Die Signatur

Die Signatur befindet sich in der rechten unteren Ecke auf einem Felsblock: BRVEGEL M.D.LXVII (BRUEGEL 1567).

### Deutung
Gebirgslandschaften tauchen häufig in Bruegels Werk auf. Er hatte die Rückreise von seinem Italienaufenthalt im Sommer 1552 auch zu einer Alpenreise, vermutlich durch die südliche Schweiz, genutzt. Sein erster Biograf Karel van Mander bemerkt dazu, Bruegel habe als er in den Alpen war, all die Berge und Felsen verschluckt und als Malbretter wieder ausgespien.

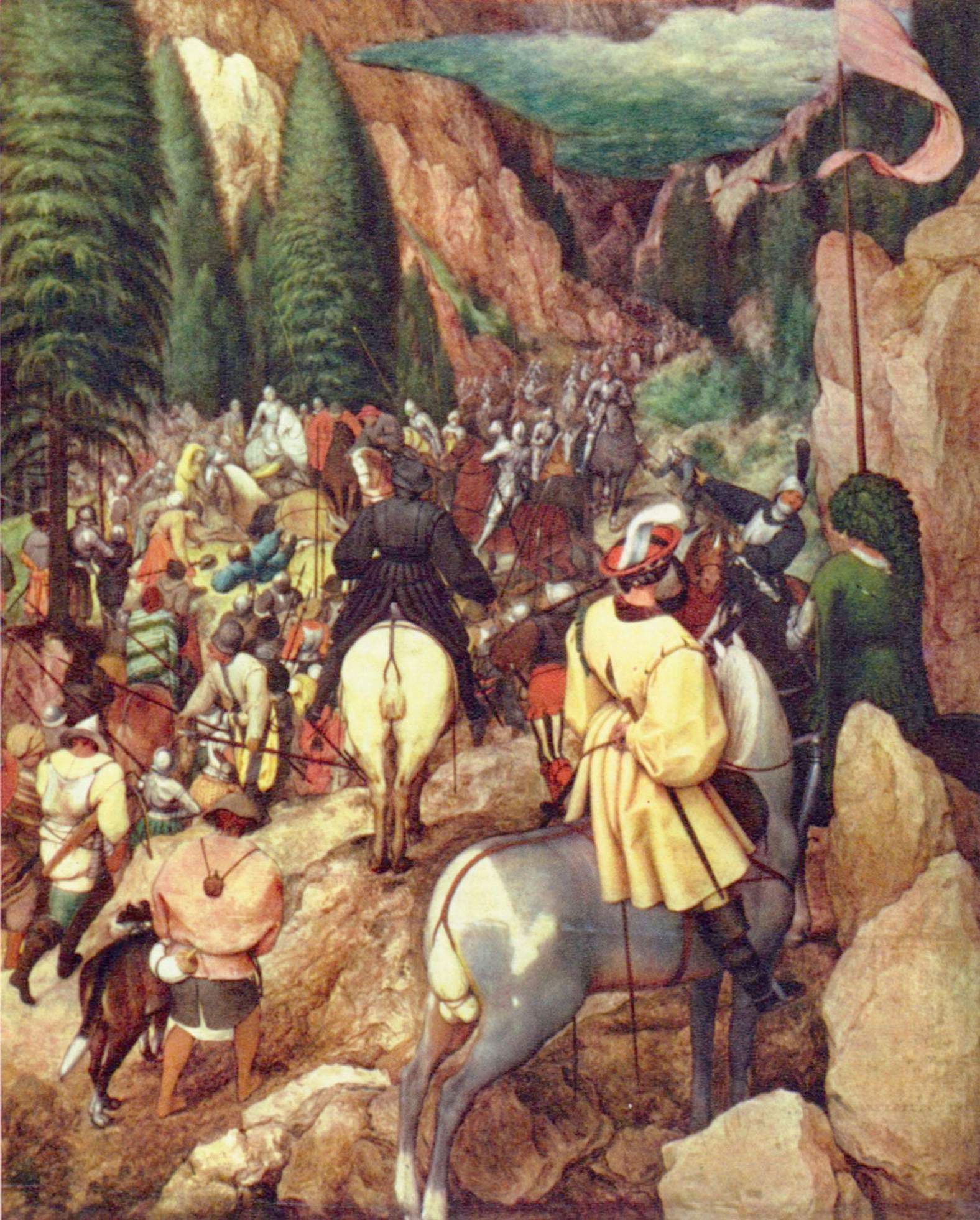
Ausschnitt mit gestürztem Saulus und schwarzen Reiter

Bruegel variiert ein Thema aus der biblischen Apostelgeschichte: das Damaskuserlebnis des Christenverfolgers Saulus (Apg 9,1–19 ) (siehe unten). Es entspricht den Gebräuchen Bruegels, das titelgebende Geschehen zwar in der Mitte zu platzieren, aber sonst nicht besonders hervorzuheben. Saulus wird auf dem Weg nach Damaskus, wo er Christen gefangen nehmen wollte, von einem hellen Licht geblendet, stürzt zu Boden, hört die Stimme Christi und wird mit Blindheit geschlagen. Der Schauplatz bei Bruegel ist zwar, abweichend vom biblischen Bericht, ein Hochgebirge, aber zu sehen ist von links oben das himmlische Licht, das Saulus blendet. Der Künstler kehrt so ein inneres Bekehrungserlebnis ins Äußere um: Der Weg über die Berge ist dem Verfolger versperrt und zwingt ihn umzukehren.

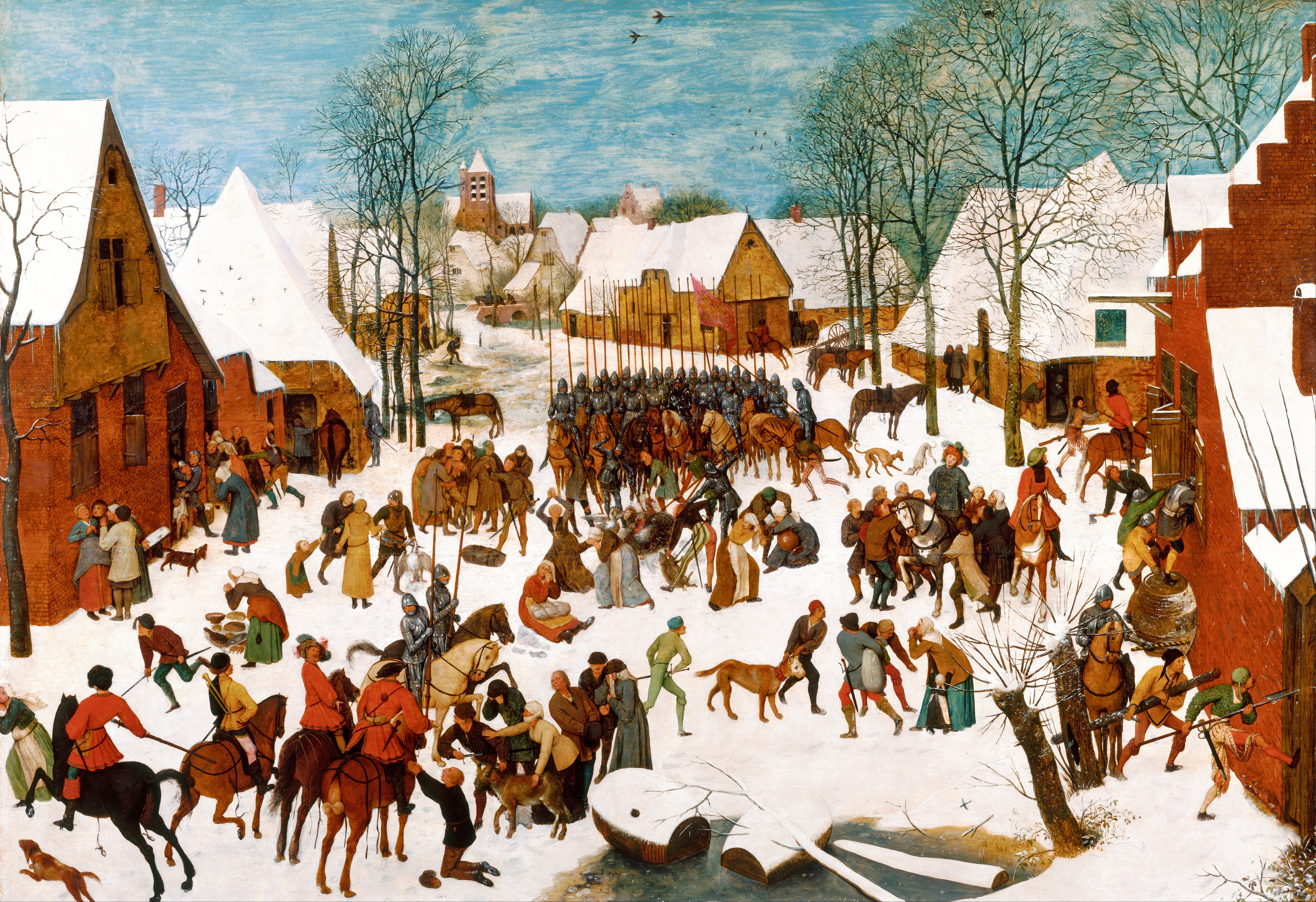
Der Bethlehemitische Kindermord (Hampton Court, um 1566)

Ein schwarzer Reiter in Rückenansicht in der rechten Bildhälfte ist so platziert, dass er den Gestürzten sehen muss. Das Bild ist mit 1567 datiert, also ein Jahr nach dem calvinistischen Bildersturm. Damals zog der von Philipp II. ernannte neue Statthalter Herzog Alba von Italien aus mit Söldnern über die Alpen in die spanischen Niederlande, um den Aufstand niederzuschlagen. Nach einer verbreiteten Interpretation drückt der Künstler die Hoffnung aus, der als grausam bekannte „schwarze“ Alba möge sich bekehren, also „vom Saulus zum Paulus werden“. Aus demselben Themenkreis stammt der Der Bethlehemitische Kindermord von um 1566, in dem Bruegel das biblische Geschehen in ein flämisches Dorf verlegt. Das Bild zeigt wahrscheinlich eine Strafexpedition noch unter Margarethe von Parma, auch wenn der Anführer der berittenen Lanzenträger oft als Alba identifiziert wird. Das Londoner Originalbild (Hampton Court) ist stark übermalt, außerdem ist die Signatur halb weggeschnitten und die Datierung fehlt ganz. Eine Kopie Pieter Brueghels des Jüngeren, die dem Originalzustand am nächsten kommen dürfte, hängt im Kunsthistorischen Museum Wien.

### Ausstellungsort
Die Bekehrung des Paulus befindet sich als Bekehrung Pauli im Kunsthistorischen Museum Wien, Saal 10 unter anderem zusammen mit: Bethlehemitischer Kindermord, (Pieter Bruegel der Jüngere) Kampf zwischen Karneval und Fasten, Die Bauernhochzeit, Die Heimkehr der Herde, Kreuztragung, Die Kinderspiele, Der düstere Tag, Die Jäger im Schnee und Großer Turmbau zu Babel.

## Hintergrund

### Historischer Kontext
Philipp II., der Sohn Kaiser Karls V., hatte im Sommer 1559 nach dem gewonnenen Krieg gegen Frankreich seinen Sitz von Brüssel nach Kastilien verlegt, was in den Niederlanden als Degradierung empfunden wurde. Immerhin ernannte er seine Halbschwester Margarethe von Parma, eine gebürtige Flämin, zur Generalstatthalterin über die siebzehn Provinzen. Die einzelnen Provinzen, die relativ große Eigenständigkeit besaßen, erhielten wiederum eigene einheimische Adelsführer als Statthalter.
Bald flammte jedoch Streit auf über die Neuordnung der Bistümer und die noch aus der Regierungszeit Karls V. stammenden Ketzergesetze gegen Protestanten. Von den Adelsführern aus strategischen Gründen begünstigt, breitete sich der radikale Calvinismus aus, dessen Anhänger einen Gottesstaat forderten. Am Höhepunkt kam es im August 1566 zu einem sechstägigen Bildersturm, während dessen mehr als vierhundert Kirchen verwüstet wurden. Als Reaktion darauf setzte Philipp II. seine Halbschwester ab und ernannte Álvarez de Toledo (Herzog Alba) zum neuen Statthalter. Anfänglich konnte dieser den Aufstand erfolgreich niederschlagen, aber (unter anderem) die Einführung hoher Steuern fachte den Aufruhr wieder an, der schließlich zur Teilung des Landes in einen katholischen Süden (Belgien) und einen protestantischen Norden (heutige Niederlande) führte.

### Das „Damaskuserlebnis“ des Paulus (Apostelgeschichte)

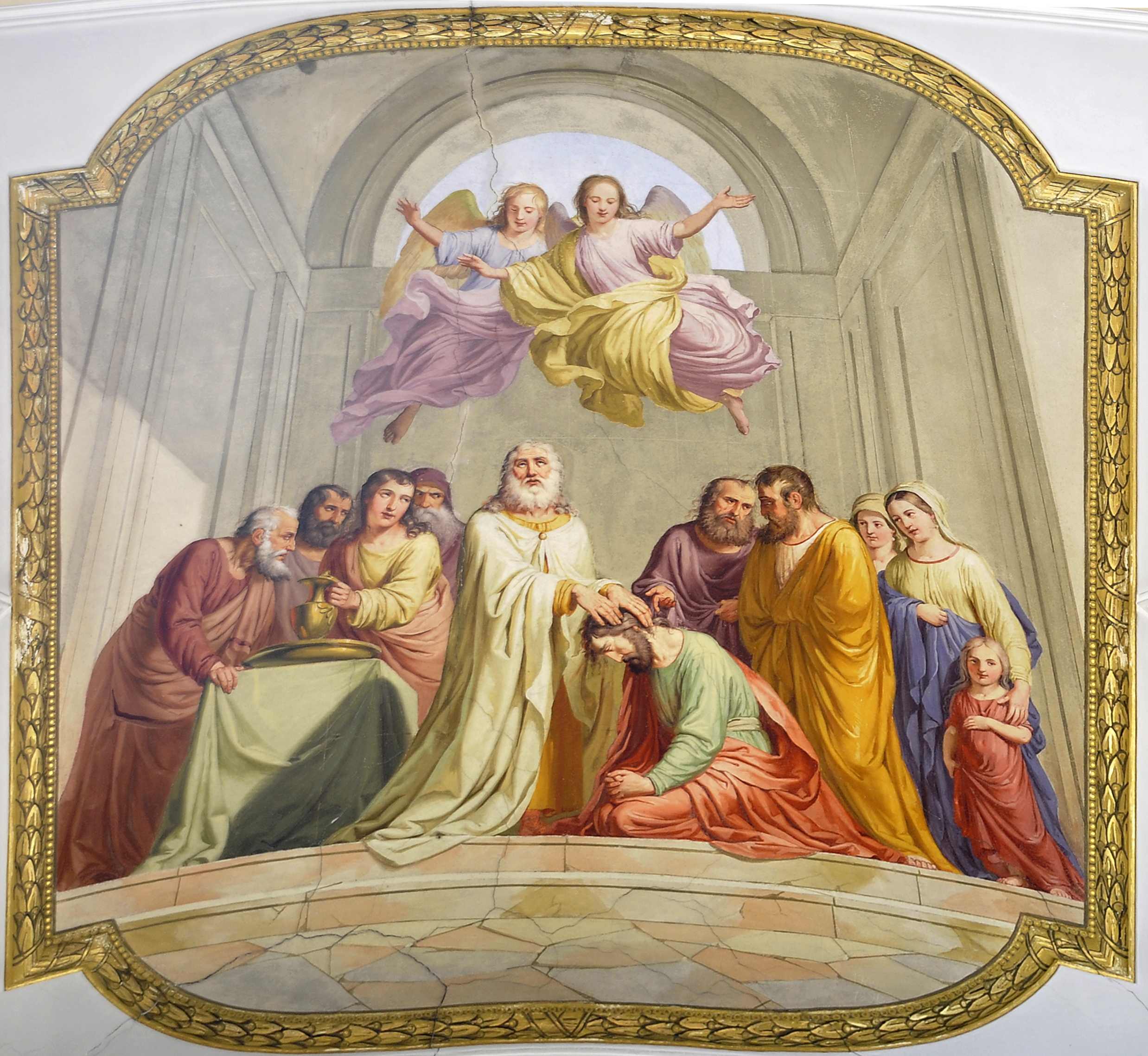
Hananias und Paulus. Deckenfresko in der Pfarrkirche St. Peter von Josef Arnold

Der jüdische Fundamentalist Saulus wollte mit Vollmacht des Hohepriesters die Christen in Damaskus festnehmen und nach Jerusalem bringen. Bevor er jedoch dorthin gelangte, umstrahlte ihn plötzlich ein Licht vom Himmel. Er stürzte zu Boden und hörte eine Stimme: „Saul, Saul, warum verfolgst du mich?“ Die Begleiter standen verwirrt daneben, denn sie konnten zwar die Stimme hören aber niemanden sehen. Die Erscheinung gab sich als Jesus Christus zu erkennen und befahl ihm in die Stadt zu gehen und zu warten. Als Saulus die Augen aufschlug, war er blind und blieb es auch noch drei Tage. Zugleich sprach der Herr zu einem Jünger namens Hananias, er solle zum Haus des Judas in der Geraden Straße gehen und nach Saulus aus Tarsus fragen. Dieser hätte eine Vision gehabt, wonach ihn ein Mann namens Hananias durch Handauflegen wieder sehend machen würde. Als dies geschehen war, bekehrte sich Saulus, ließ sich taufen und predigte in den Synagogen in Damaskus das Christentum (Apg 9 ).